# Рио Куарто
Рио Куарто (на испански: Río Cuarto) е град в Аржентина, провинция Кордоба. Основан е през 1786 г. Населението му е около 144 000 души (2001).

## Личности
Родени
- Пабло Аймар (р. 1979), аржентински футболист

## Побратимени градове
- Абълийн, САЩ